# Psychotria rhodotricha
Psychotria rhodotricha är en måreväxtart som beskrevs av Charles-Joseph Marie Pitard. Psychotria rhodotricha ingår i släktet Psychotria och familjen måreväxter. Inga underarter finns listade i Catalogue of Life.